# Act I: The Lake South, the River North
Act I: The Lake South, the River North è il primo album in studio del gruppo musicale statunitense The Dear Hunter, pubblicato il 26 settembre 2006 dalla Triple Crown Records.

## Descrizione
Come spiegato dal frontman Casey Crescenzo, si tratta della prima parte di una storia suddivisa in sei atti. La storia narrata nell'album è incentrata sull'infanzia del protagonista, noto come The Dear Hunter o The Boy.

## Tracce
1. Battesimo del fuoco – 1:56
2. The Lake South – 1:44
3. City Escape – 5:56
4. The Inquiry of Ms. Terri – 5:57
5. 1878 – 7:03
6. The Pimp and the Priest – 6:00
7. His Hands Matched His Tongue – 6:00
8. The River North – 4:03

## Formazione
Musicisti
- Casey Crescenzo – voce, chitarra, basso, pianoforte, organo, percussioni, programmazione della batteria
- Nick Crescenzo – batteria
- Tom Neeson – tromba
- Ryan Muir – tromba, corno francese
- Andrew Borstein – trombone
- Judy Crescenzo – cori (tracce 3 e 4)
- Dan Nigro – voce aggiuntiva (traccia 5)
- Phil Crescenzo – assolo di organo (traccia 5)

Produzione
- Casey Crescenzo – produzione, ingegneria del suono, missaggio, mastering
- Brandon Gold, Claude Zdanow – missaggio